# Commissione Deschênes
La Commissione d'inchiesta sui criminali di guerra in Canada, anche nota come Commissione Deschênes, è stata istituita dal governo canadese a febbraio del 1985 per indagare sulle accuse secondo cui il Canada fosse diventato il rifugio per i criminali di guerra nazisti.
Guidata dal giudice della Corte Superiore del Quebec Jules Deschênes, la commissione presentò il suo rapporto nel dicembre 1986 dopo quasi due anni di udienze.

## Indagine
Nel 1985, il primo ministro Brian Mulroney ordinò un'indagine sulla presenza di criminali di guerra nazisti in Canada in seguito all'affermazione di un membro del Parlamento secondo il quale il famigerato medico nazista Josef Mengele potesse essere nel paese, effettivamente Mengele aveva tentato di immigrare in Canada nel 1962 e all'epoca i funzionari canadesi ne erano consapevoli.
Il rapporto finale della commissione è stato pubblicato alla fine del 1986 diviso in due parti. La prima parte concludeva che alcuni presunti criminali di guerra nazisti erano immigrati in Canada e in alcuni casi risiedevano ancora nel paese. La commissione ha adottato un metodo molto ampio per l'indagine in merito al suo mandato, analizzando sia le accuse per i crimini di guerra (che erano ben definiti) sia per i crimini contro l'umanità (che all'epoca era un concetto relativamente nuovo e riguardava quei crimini che in precedenza non erano considerati tali), raccomandando anche delle modifiche al codice di diritto penale in vigore e alla regolamentazione della cittadinanza per consentire al Canada di perseguire i criminali di guerra.
Nel giugno 1987, la Camera dei Comuni approvò la legislazione che consentiva il perseguimento dei crimini di guerra nei tribunali canadesi e l'estradizione dei criminali di guerra naturalizzati. La seconda parte del rapporto riguarda le accuse contro degli individui specifici che non è mai stata resa pubblica.

## Attività
I pubblici ministeri canadesi hanno sporto denuncia contro almeno quattro uomini accusati di aver partecipato nei crimini di guerra dell'Olocausto. Un caso si è concluso con l'assoluzione; due casi sono stati archiviati per mancanza di prove (i pubblici ministeri hanno avuto difficoltà a ottenere le prove dall'estero); il quarto caso è stato sospeso a causa della salute dell'imputato.
Dal 1998, i tribunali hanno riscontrato che sei uomini avevano travisato le loro attività in tempo di guerra e potevano vedersi revocare la cittadinanza, sebbene non si sia poi verificato perché le prove erano circostanziali e insufficienti. Durante i lavori, sono morte altre sette persone oggetto di procedure di espulsione o di revoca della cittadinanza.
Alcune persone hanno criticato i lavori svolti dalla commissione per aver superato i compiti del mandato o per essere stata eccessivamente influenzata dai governi stranieri. Olga Bertelsen ha pubblicato un articolo che indebolisce le affermazioni della commissione e sostiene che il KGB sovietico ha incastrato un uomo innocente, Ivan ("John") Demjanjuk, come parte di un tentativo più ampio (denominato "Operazione Payback") di seminare discordia tra gli ebrei canadesi e gli ucraini. In seguito Demjanjuk fu dichiarato colpevole da un tribunale tedesco e morì in carcere.
Lubomyr Luciuk, professore al Royal Military College di Kingston, è stato critico nei confronti della commissione, in alcune lettere inviate ai giornali canadesi ha dichiarato di ritenere che le conclusioni fossero grossolanamente esagerate: sebbene il rapporto finale della commissione affermasse che i numeri erano grossolanamente esagerati, il rapporto ammetteva anche di non aver indagato sui materiali conservati né in Unione Sovietica né nei paesi del blocco orientale, e che inoltre non aveva indagato neanche sull'elenco aggiuntivo di 109 nomi fornito solo alla fine dell'inchiesta. Inoltre, è stato successivamente rivelato che la commissione aveva nascosto alcune prove e ignorato i risultati di altri processi per crimini di guerra, come il processo di Norimberga. La decisione della commissione di ritenere la 14ª divisione Galizia delle Waffen-SS non colpevole di crimini di guerra collettivi è stata particolarmente controversa, infatti le SS erano già state condannate per crimini di guerra come organizzazione nei precedenti processi.
Al contrario, gli esperti del settore sostengono da tempo che il Canada aveva lasciato una porta aperta ai criminali di guerra e che era stato fatto troppo poco per perseguire i presunti criminali e collaboratori che vi avevano trovato rifugio. Lo storico Irving Abella ha dichiarato a Mike Wallace di 60 Minutes che era relativamente facile per gli ex membri delle SS entrare in Canada, poiché i loro tatuaggi distintivi significavano che erano decisamente anticomunisti. Bernie Farber, allora direttore del Canadian Jewish Congress, affermò che i nazisti in Canada, secondo una stima circa 3.000 persone, erano il "piccolo sporco segreto" del Canada. Alla fine degli anni '90, la questione dei criminali di guerra che vivevano in Canada e la mancanza di interesse del governo canadese nel ricercare e perseguire questi individui, furono oggetto di altri rapporti investigativi da parte di NBC, CBS, CBC, Global Television e New York Times.